# Maria Gleiss

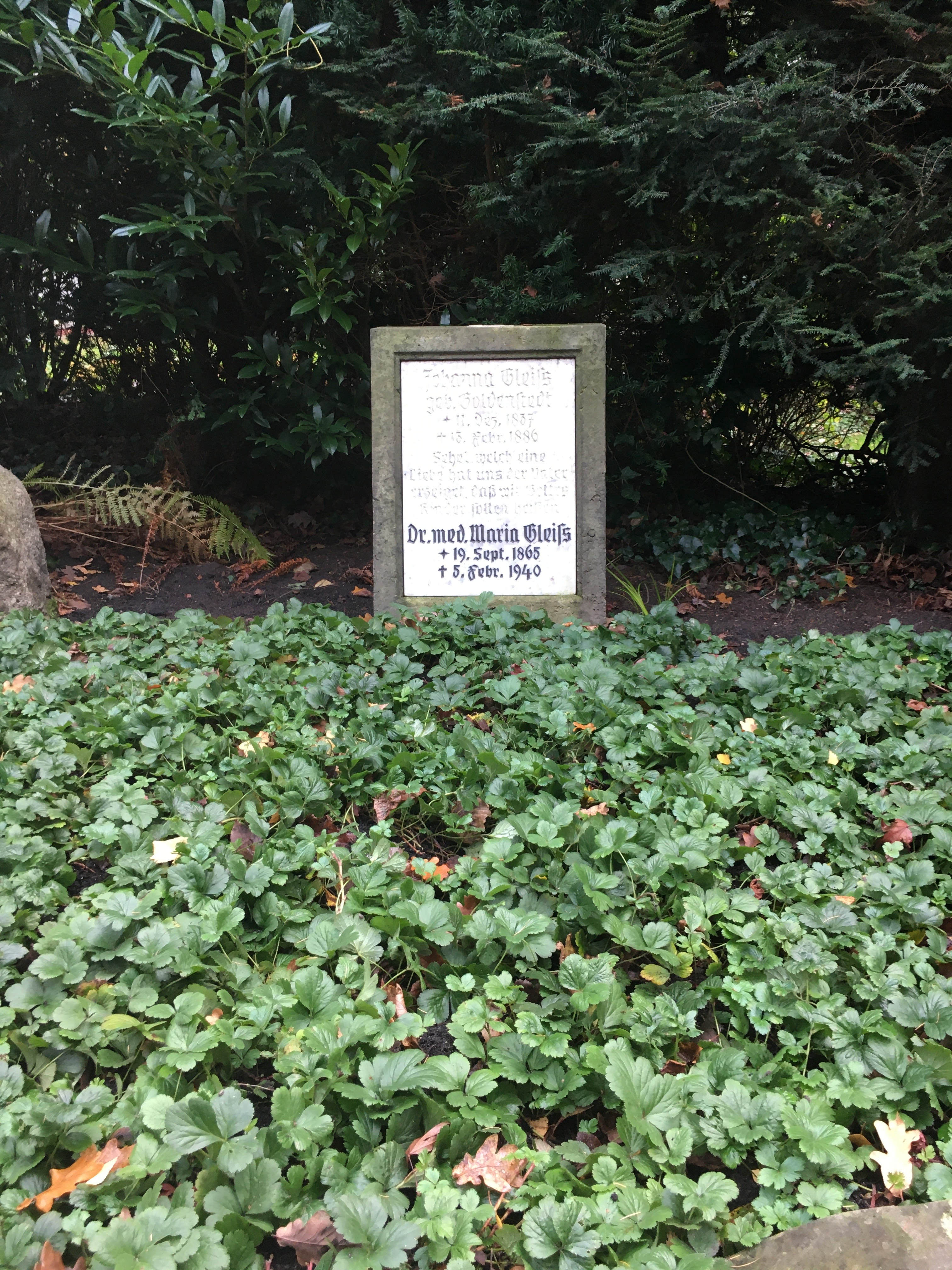
Grabstein Maria Gleiss auf dem Friedhof Ohlsdorf

Maria Wilhelmine Gleiss (* 19. September 1865 in Hamburg; † 5. Februar 1940 ebenda) war eine deutsche Ärztin.

## Leben
Maria Gleiss war die Tochter des Stiftpredigers Karl Wilhelm Gleiss und dessen Frau Maria. Sie besuchte von 1873 bis 1881 die Höhere Töchterschule in Hamburg und von 1883 bis 1886 erfolgreich ein Lehrerinnenseminar im sächsischen Callenburg. Sie arbeitete danach zunächst als Lehrerin und Erzieherin, 1892 während der Choleraepidemie auch als Krankenpflegerin im Diakonissenhaus Bethesda unter ihrer Tante Elise Averdieck.
Gleiss beschloss darauf hin, die medizinische Laufbahn einzuschlagen, besuchte Gymnasialkurse bei Helene Lange in Berlin und machte schließlich 1897 ihr Abitur am Königlich Preußischen Gymnasium in Bad Kreuznach. Bereits 1896 hatte sie ihr Medizinstudium an der Universität Zürich begonnen, ab 1897 studierte sie in Halle, legte am 18. Juni 1901 ihr Staatsexamen in Freiburg ab und promovierte noch im gleichen Jahr in Straßburg mit der Schrift Verhütung fieberhafter Infektionen im Kindbett durch hygienische Maßnahmen. Damit war sie eine von sechs Frauen, die in dem Jahr die Approbation erhielten.
Maria Gleiss wirkte bis 1902 als Assistenzärztin am Freiburger Hilda-Kinderspital, später in gleicher Funktion an Frauenkliniken in Straßburg und Wien. 1903 ließ sie sich als praktische Ärztin in Hamburg nieder und blieb bis 1908 die einzige in der Hansestadt. Als Spezialistin in der Frauen- und Kinderheilkunde begleitete sie Schwangerschaften, führte Entbindungen und Nachbetreuungen durch.
In den 1920er-Jahren fungierte Gleiss als Vorsitzende der Ortsgruppe Hamburg im Bund Deutscher Ärztinnen, daneben war sie Mitglied im Verein „Krankenhaus weiblicher Ärzte“. Bereits 1902 war der Vorschlag, Gleiss als Ärztin für weibliche Gefangene in der Justizvollzugsanstalt Fuhlsbüttel einzusetzen, vor dem Hamburger Senat gescheitert. 1939 übernahm sie kurz vor ihrem Tod das Kinderheim „Heideheim“ im Stadtteil Hausbruch. Maria Gleiss verstarb 74-jährig in Hamburg und wurde auf dem Friedhof Ohlsdorf beigesetzt. Der Grabstein der mittlerweile aufgelassenen Grabstelle befindet sich im Garten der Frauen.